# Chingisiin huuhduud
Pour plus de détails, voir Fiche technique et Distribution.
Chingisiin huuhduud (Чингисийн хүүхдүүд), (litt. « Les Enfants de Genghis ») est un film dramatique mongol réalisé par Zolbayar Dorj et sorti en 2017.

## Synopsis
À l'approche de festivités durant lesquelles auront lieu les fameux jeux traditionnels comprenant des épreuves de course de chevaux, de lutte et de tir à l'arc, Bold, le meilleur entraîneur de chevaux de la région, recherche un jeune cavalier pour monter son meilleur cheval durant la course. Le village lui recommande de choisir Dorj, âgé de 12 ans, le fils aîné de Dambii. Mais Dambii et son épouse ont deux autres enfants  plus jeunes. Or Byambaa, second fils de Dambii, rêve lui aussi de monter à cheval pour la course. C'est aussi à cette période que Sarah Jones, une entraîneuse étrangère, arrive dans la région et se met en tête d'aider la famille de Dambii à remporter la course. Mais elle ignore tout des traditions mongoles en la matière.

## Fiche technique
- Titre original :  Chingisiin huuhduud
- Réalisation : Zolbayar Dorj
- Image : Angarag Davaasuren
- Montage : Gantulga Urtnasan
- Musique originale : Ulziibayar Shatar
- Pays de production : Mongolie
- Langue : mongol
- Durée : 90 minutes
- Dates de sortie :
  - France : 21 mai 2017 (festival de Cannes)
  - Mongolie : 30 juin 2017

## Distribution
- Brittany Belt : Sarah Jones
- Dorjsambuu Dambii : Byamba
- Batmend Baast : Dambii
- Ankhnyam Ragchaa : Tsetsegee, épouse de Dambii
- Batnairamdal Tsewegjaw : Bold
- Batnym Sambuu : le chauffeur de Sarah

## Distinctions
Lors du Festival du film asiatique de Barcelone en 2017, le film remporte la Mention spéciale du Prix NETPAC ainsi que le Cathay Pacific Award de la Meilleure image.

## Suite
Le film The Children of Genghis 2: Sumo adopte une intrigue similaire pour l'épreuve de lutte mongole.